# Петров, Антон Ильич
Анто́н Ильи́ч Петро́в (17 декабря 1922, д. Дубище, Брянская губерния — 4 октября 1943, Остёр, Черниговская область) — командир 985-го стрелкового полка 226-й стрелковой дивизии 60-й армии Центрального фронта, старший лейтенант, Герой Советского Союза.

## Биография
Родился 17 декабря 1922 года в крестьянской семье. Русский. Окончил машиностроительный техникум.
В Красной Армии с 1941 года. Окончил ускоренный курс Орловского военного пехотного училища. На фронтах Великой Отечественной войны с мая 1942 года. Воевал на Донском и Центральном фронтах. В январе 1943 года награждён орденом Красного Знамени.
26—27 сентября 1943 года командир 985-го стрелкового полка старший лейтенант А. И. Петров при форсировании Днепра лично руководил посадкой десантов, их переправой и захватом плацдарма на правом берегу реки в районе села Ясногородка Вышгородского района Киевской области.
4 октября 1943 года старший лейтенант А. И. Петров погиб в бою. Похоронен в братской могиле в городе Остёр Козелецкого района Черниговской области (Украина).
Указом Президиума Верховного Совета СССР от 17 января 1943 года за мужество и героизм, проявленные при форсировании Днепра и удержании плацдарма на его правом берегу, старшему лейтенанту Петрову Антону Ильичу посмертно присвоено звание Героя Советского Союза с вручением ордена Ленина и медали «Золотая Звезда».

## Память
- Обелиск в мемориальном комплексе в городе Остёр.
- Именем Героя названы улица в городе Остёр, улица и переулок в городе Жиздра.